# 馬泰奥·莫蘭迪
馬泰奥·莫蘭迪（義大利語：Matteo Morandi，1981年10月8日—），意大利體操運動員，他的強項是吊環。他參加了2004年、2008年和2012年奧運會，並且在2012年倫敦奧運會上獲得吊環項目的銅牌。